# On Every Street
On Every Street är ett album från 1991 av Dire Straits. Det var gruppens sjätte och sista studioalbum.
Albumet fick inte samma kommersiella genomslag som deras tidigare Brothers in Arms, men visade sig vara väl mottaget med den massiva världsturné som genomfördes. Albumet såldes i 8 miljoner exemplar.
Jeff Porcaro från Toto var trummis på de flesta låtar på albumet, och han blev även tillfrågad om en plats i bandet till turnén, men var tvungen att tacka nej då han hade jobb att göra med Toto då.

## Låtlista
Samtliga låtar skrivna av Mark Knopfler.
Sida ett
1. "Calling Elvis" - 6:26
2. "On Every Street" - 5:04
3. "When It Comes to You" - 5:01
4. "Fade to Black" - 3:50
5. "The Bug" - 4:16
6. "You and Your Friend" - 5:59

Sida två
1. "Heavy Fuel" - 5:10
2. "Iron Hand" - 3:09
3. "Ticket to Heaven" - 4:25
4. "My Parties" - 5:33
5. "Planet of New Orleans" - 7:48
6. "How Long" - 3:49

## Medverkande
- Mark Knopfler - sång, gitarr
- Alan Clark - orgel, piano, synth
- Guy Fletcher - synth, bakgrundssång
- John Illsley - bas

Övriga:
- Danny Cummings - slagverk
- Paul Franklin - pedal steel guitar, (akustisk lap steel på "You and Your Friend")
- Vince Gill - gitarr, bakgrundssång på "The Bug"
- Manu Katché - slagverk, trummor
- George Martin - dirigent
- Phil Palmer - gitarr
- Jeff Porcaro - trummor, slagverk
- Chris White - flöjt, saxofon

## Produktion
- Producent: Mark Knopfler, Dire Straits
- Engineers: Chuck Ainlay, Bill Schnee
- Assisterande engineers: Steve Orchard, Jack Joseph Puig, Andy Strange
- Mixning: Neil Dorfsman; förutom "Heavy Fuel" av Bob Clearmountain
- Projektsamordnare: Jo Motta
- Design: Sutton Cooper och Paul Cummins
- Omslagsfotograf: Paul Williams

Inspelad vid Air Studios, London mellan november 1990 och maj 1991.

## Turné
Bandet åkte samma år ut på en världsturné som varade mellan 23 augusti 1991 och 9 oktober 1992, och spelade sammanlagt 211 kvällar. Trots att turnén var något kortare än den tidigare Brothers in Arms-turnén, spelade bandet för en sammanlagd större publik då arenorna var större.
De besökte Sverige den 1 augusti 1992 och spelade på Stockholms stadion.
Låtlista under turnén
Exempel på låtlista, från Stockholm den 1 augusti 1992.
1. Calling Elvis
2. Walk of Life
3. Heavy Fuel
4. Romeo and Juliet
5. The Bug
6. Private Investigations
7. Sultans of Swing
8. You and Your Friend
9. Your Latest Trick
10. On Every Street
11. Two Young Lovers
12. Telegraph Road
13. Money for Nothing
14. Brothers in Arms
15. Solid Rock
16. Wild Theme - Local Hero

Övriga låtar spelade under turnén, dock sällan spelade:
- Planet of the New Orleans
- I Think I Love You too Much
- Setting me Up
- Portabello Belle
- Why Worry
- Fade to Black
- Iron Hand
- The Long Highway
- Tunnel of Love
- When it Comes to You

## Singlar

### Calling Elvis
Calling Elvis var den första singeln som släpptes från albumet. Låten handlar om ett fan som tror att Elvis fortfarande lever, och refererar till många av hans låtar.

#### Låtlista
1. "Calling Elvis"
2. "Iron Hand"
3. "Millionaire Blues"

### Heavy Fuel
Heavy Fuel var den andra singeln som släpptes från albumet. Knopfler parodierar "rock n roll"-livet och refererar till cigaretter, hamburgare, whiskey, lust, pengar och våld.
Frasen "You gotta run on heavy fuel" är tagen från boken Money, skriven av Martin Amis, vilket Knopfler baserade texten på.

#### Låtlista
1. "Heavy Fuel"
2. "Planet of New Orleans"
3. "Kingdom Come"

### On Every Street
On Every Street var den tredje singeln som släpptes från albumet. 

#### Låtlista
1. "On Every Street"
2. "Romeo and Juliet" (från Making Movies)

### The Bug
The Bug var den fjärde och sista singeln som släpptes internationellt från albumet. 

#### Låtlista
7" Vinyl-singel
1. "The Bug"
2. "Twisting by the Pool" (från ExtendedancEPlay)

5" CD-singel
1. "The Bug"
2. "Twisting by the Pool" (ExtendedancEPlay)
3. "Expresso Love" (från Making Movies)
4. "Walk of Life" (från Brothers in Arms)